# Villa Savoye

Villa Savoye, 2015

Die Villa Savoye, manchmal auch Villa les Heures Claires genannt, wurde von Le Corbusier und seinem Vetter Pierre Jeanneret entworfen und von 1928 bis 1931 in Poissy nordwestlich von Paris erbaut.

## Architektur

Blick vom „Solarium“ auf den Terrassengarten, 2015

Die Villa steht hochgelegen auf einem weitläufigen Grundstück, inmitten einer großen Wiese umgeben von Laubbäumen. Eine umlaufende Reihe schlanker Stützen trägt das Obergeschoss, dessen Fassade durch ein durchgehendes waagerechtes Fensterband gegliedert ist. Das Erdgeschoss ist weit hinter die Stützen zurückgezogen; der so entstehende überdachte Freiraum dient als Vorfahrt und Zufahrt zu den im Erdgeschoss integrierten Garagen. Neben den Garagen befinden sich im Erdgeschoss der Eingangsbereich mit der Vorhalle und die Dienstbotenräume.
Vom Eingang führt im Innern eine sanft ansteigende Rampe (promenade architecturale) in den ersten Stock zu den Wohnräumen. Diese öffnen sich über Glasschiebewände zu einem Terrassengarten. Von der Terrasse gelangt man über die nun im Außenraum fortgesetzte Rampe auf das Dach mit dem Solarium, einer Sonnenterrasse, deren geschwungener Wandschirm vor Wind schützt und mit seiner Kurve die Formensprache der Villa bereichert.
Die Villa Savoye ist die konsequente Umsetzung der Formensprache Le Corbusiers aus seinem Manifest Fünf Punkte zu einer neuen Architektur von 1923: das Haus auf Stützen (Pilotis), der Dachgarten, der freie Grundriss, das lange Fenster (Fensterband) und die freie Fassade.
Neben der Villa Tugendhat (Ludwig Mies van der Rohe, 1930), Fallingwater (Frank Lloyd Wright, 1937) und dem Haus Schminke (Hans Scharoun, 1933) gehört die Villa Savoye zu den bedeutendsten Wohnhäusern der Moderne.

Geschwungene Innentreppe

## Geschichte des Gebäudes

Badezimmer mit gefliester Liege

Le Corbusiers Gebäude erzielte von Anfang an große Aufmerksamkeit und Anerkennung als eindrucksvolles Dokument der Moderne. Die Auftraggeber mussten jedoch feststellen, dass das Flachdach binnen kurzem zahlreiche undichte Stellen aufwies. Das Haus war wegen der Bauschäden praktisch unbenutzbar. Le Corbusier beschwichtigte und versprach eine Reparatur. Da er aber nichts unternahm, kam es schließlich so weit, dass die Familie Savoye drohte, eine Klage gegen ihn einzureichen. Wegen des Ausbruchs des Zweiten Weltkriegs und der Flucht von Pierre und Eugénie Savoye kam es aber nicht zu einem Verfahren.
1940 bis 1945 diente das Haus zunächst der deutschen Besatzungsmacht, danach den Amerikanern und wurde weiter beschädigt. Zuletzt wurde die unbewohnte Villa nur mehr als landwirtschaftlicher Speicher genutzt. 1958 enteignete die Stadt Poissy die Familie Savoye, um auf dem Gelände einen Schulbau zu errichten. Die Villa war für den Abriss vorgesehen. Daraufhin erhoben sich massive Proteste, die zum Einschreiten des französischen Kulturministers André Malraux führten. 1962 übernahm der Staat das Gebäude und führte 1963 erste Renovierungsmaßnahmen durch. 1965 wurde die Villa Monument historique, die eigentliche Renovierung dauerte von 1985 bis 1997. Die Villa Savoye ist ganzjährig zur Besichtigung geöffnet.
Nach ersten Anläufen 2009 und 2011 gelang es 2016, unter Federführung Frankreichs eine Liste von 17 Werken Corbusiers in sieben Ländern – darunter auch die Villa Savoye – in die UNESCO-Welterbeliste einzutragen. Die Villa wurde dabei in ihrer konsequenten Umsetzung des Architekturmanifestes „Fünf Punkte zu einer neuen Architektur“ und als international stark rezipiertes, ikonisches Bauwerk der Moderne gewürdigt.

## Trivia
Die Spielwarenhersteller Lego und Wange haben die Villa Savoye als Bausatz veröffentlicht.